# Крест Свободы (Норвегия)
Крест Свободы короля Хокона VII – государственная награда Королевства Норвегия.

## История
Крест Свободы была учреждена Указом короля Норвегии Хокона VII 18 мая 1945 года совместно с другой наградой – медалью Свободы короля Хокона VII.
Крест вручался за выдающиеся заслуги в военное время норвежского и союзнического военного персонала и гражданских лиц, не связанных с военными действиями.

## Описание
Знак – серебряный восьмиконечный крест белой эмали.
В центре креста на круглом медальоне красной эмали коронованная монограмма Хокона VII, наложенная на букву «V» (victory – победа).
На реверсе – в центральном медальоне надпись: «ALT FOR NORGE» (Всё для Норвегии), ниже – «7 июня 1945» (7 июня 1945 года – дата возвращения короля Хокона VII в Норвегию после пятилетнего изгнания).
Крест при помощи переходного звена в виде развивающейся ленты крепится к шёлковой муаровой ленте тёмно-синего цвета в двумя белыми полосками, отстающими от края.
 Для повседневного ношения имеется символ креста – планка, обтянутая лентой креста с наложенной металлической накладкой в виде королевской монограммы.

## Галерея

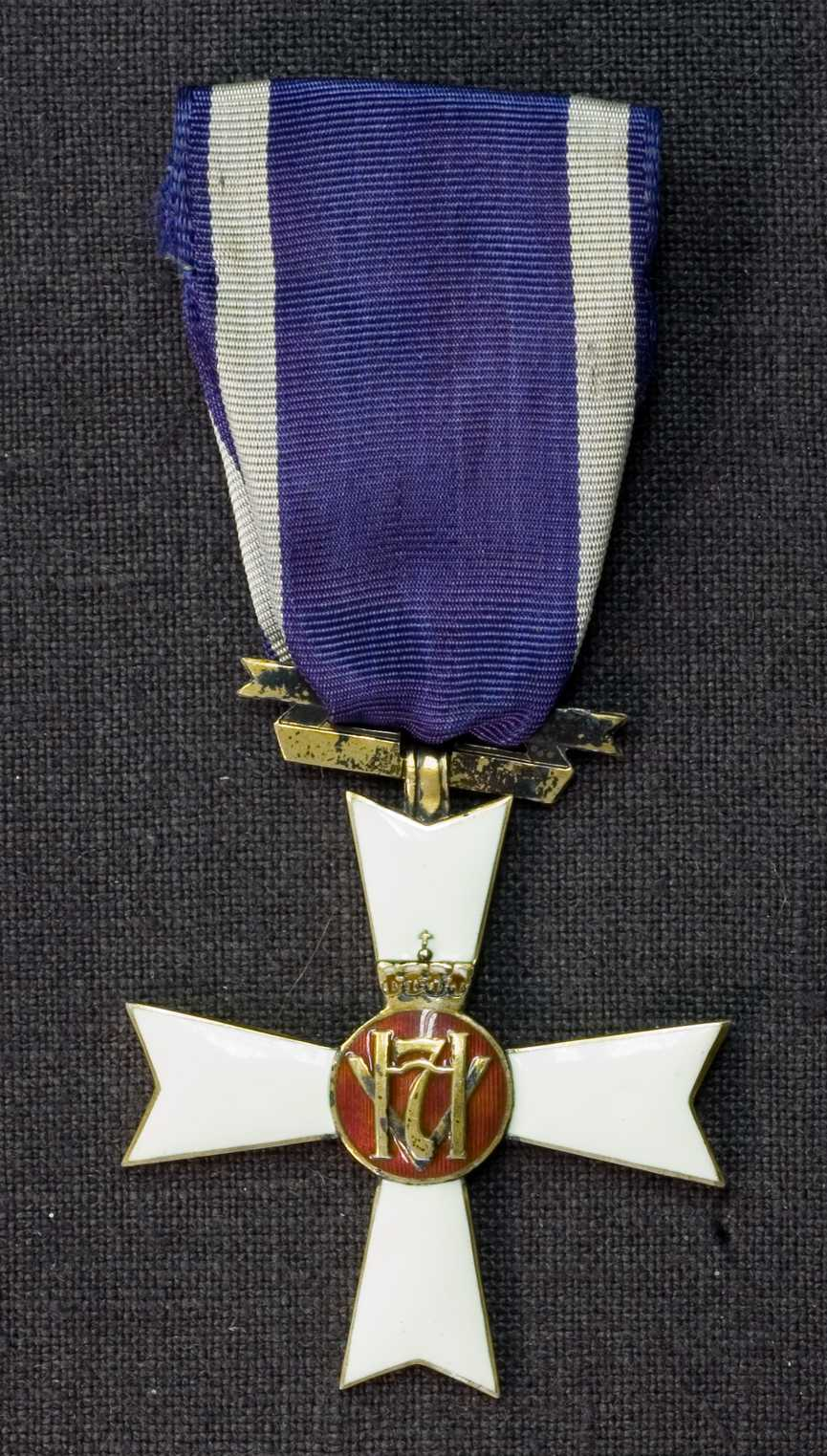
Крест Свободы
Королевская монограмма Хокона VII